# Vladlen Davydov
Vladlen Davydov (Mosca, 16 gennaio 1924 – Mosca, 30 giugno 2012) è stato un attore sovietico.

## Filmografia parziale

### Attore
- Incontro sull'Elba (1949)
- I cosacchi del Kuban (1949)
- Zastava v gorach (1953)

## Premi
- Artista onorato della RSFSR
- Artista popolare della RSFSR
- Premio Stalin
- Ordine del distintivo d'onore
- Ordine dell'Amicizia tra i popoli
- Ordine d'Onore
- Ordine al merito per la Patria